# روبرت إل. دونكان
روبرت إل. دونكان (بالإنجليزية: Robert L. Duncan)‏ هو محامي وسياسي أمريكي، ولد في 5 أغسطس 1953 في فيرنون في الولايات المتحدة. حزبياً، نشط في الحزب الجمهوري. وقد انتخب عضو مجلس نواب تكساس وانتخب عضو مجلس ولاية تكساس.